# Silicit

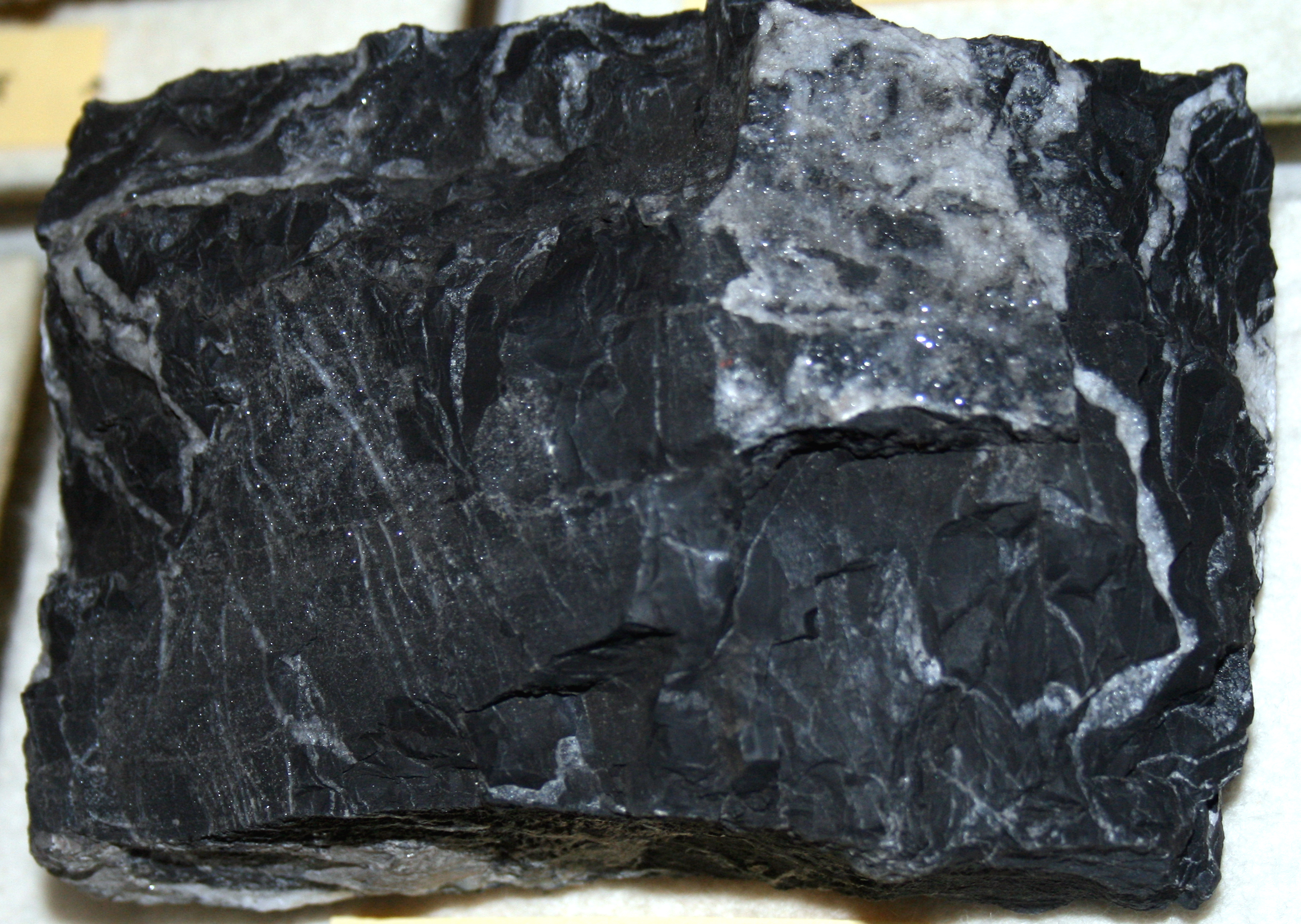
Buližník ze sbírek Národního muzea

Silicit je neklastická sedimentární hornina převážně tvořená oxidem křemičitým ve formě křemene, chalcedonu nebo opálu. Názvosloví silicitů je značně nejednotné. Pro starohorní silicity v českém masivu bývá někdy používán český termín buližník.

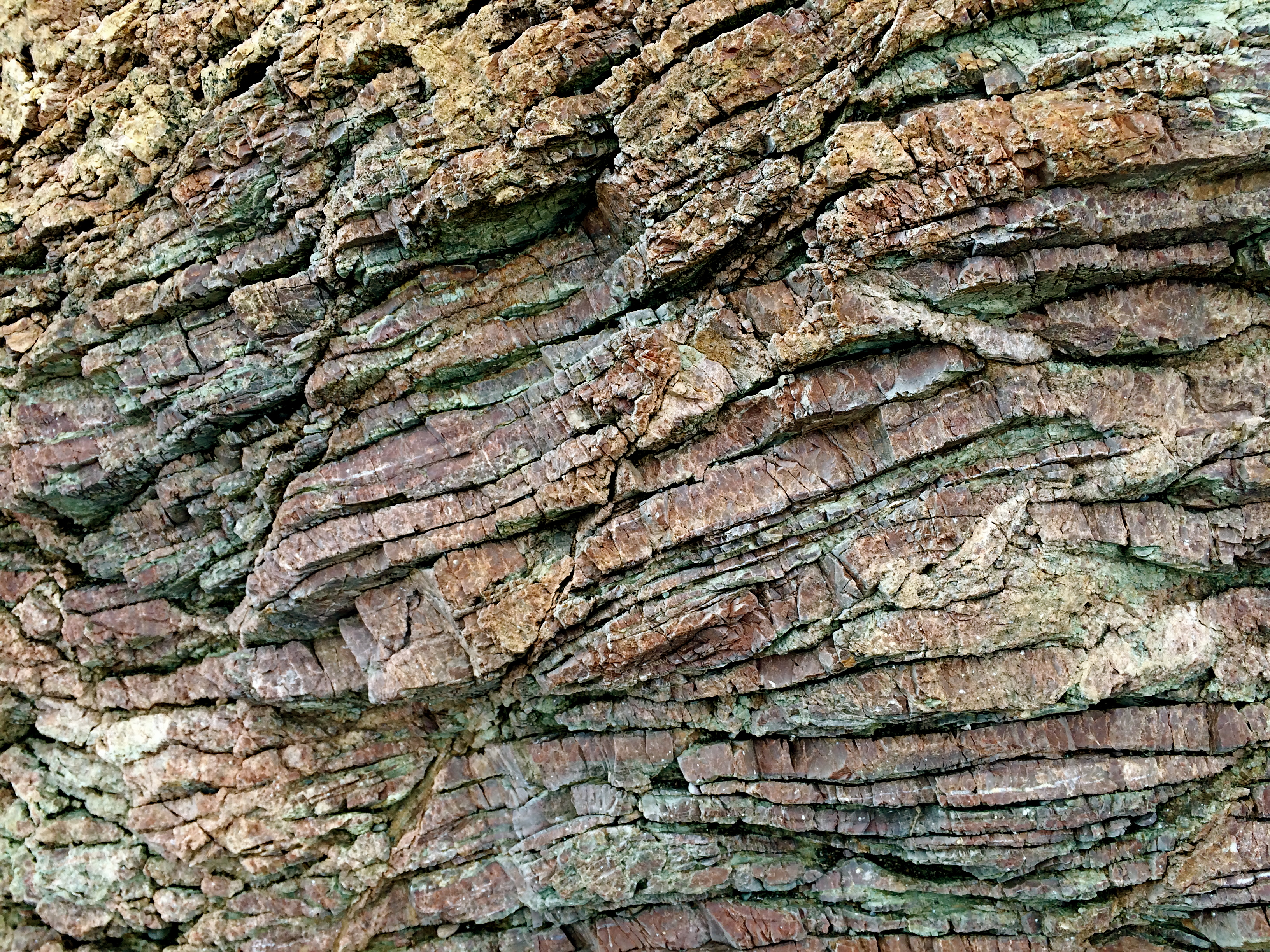
Sled vrstevnatého radiolaritu

Podle geneze horniny jsou rozlišovány:
- chemogenní silicity vzniklé vysrážením oxidu křemičitého v hydrotermálním, nebo i studenovodním prostředí. Příkladem může být křemitý sintr.
- biogenní silicity vzniklé nakupením schránek mořských mikrorganismů (mřížovci, rozsivky, křemité houby). Příkladem může být radiolarit nebo křemelina.
- diagenetické silicity vzniklé při raných diagenetických změnách horniny. Při diagenezi jsou schránky křemitých organismů rozpouštěny a z horniny vytlačují karbonáty a jílové minerály. Příkladem je rohovec nebo pazourek.
- supergenní silicity vznikají mobilizací a vysrážením oxidu křemičitého při zvětrávání, například laterizaci.

Často je problém jednotlivé formy silicitu rozlišit, případně vznikají formy polygenetické, smíšeného původu. Silicity také v průběhu času rekrystalizují v zřetelněji zrnitý křemen, což jejich genezi zastírá.